# Temporada 2001 de la NFL
La Temporada 2001 de la NFL fue la 82.ª en la historia de la NFL.En la temporada regular se juegan 16 partidos durante 17 semanas. Posteriormente se juegan los playoffs, que determinan los equipos que se clasificarán para la gran final: el Super Bowl.
Como consecuencia de los ataques del 11 de septiembre, los juegos de la semana 2 de la NFL (septiembre 16-17) fueron pospuestos y reprogramados para el fin de semana de enero, 6-7. Con el fin de conservar el formato de playoffs completo, todos los partidos de playoffs, incluyendo el Super Bowl XXXVI, fueron reprogramados una semana más tarde. Los New England Patriots ganaron el Super Bowl, al derrotar a los St. Louis Rams.

## Detalles
Siguiendo un patrón establecido en 1999, la primera semana de la temporada se estableció en el fin de semana después del Labor Day. Con Super Bowls XXXVI-XXXVII ya programadas para fechas fijas, la liga decidió inicialmente para eliminar las bye weeks del Super Bowl para el 2001 y 2002
Como consecuencia de los ataques del 11 de septiembre, los juegos programados originalmente para septiembre 16-17 fueron pospuestas y reprogramados para el fin de semana de enero, 6-7. Con el fin de conservar el formato de playoffs completo, todos los partidos de playoffs, incluyendo el Super Bowl, fueron reprogramados una semana más tarde. El Pro Bowl de final de temporada también se trasladó a una semana más tarde. Esta fue la última temporada en la que cada conferencia tenía 3 divisiones, ya que las conferencias fueron a realineadas en 4 divisiones para la temporada 2002.
La cancelación de los juegos programados para septiembre 16-17 fue examinada y rechazada, ya que habría cancelado un partido en casa de la mitad de los equipos de la liga. También habría dado lugar a un número desigual de las partidas jugadas: Sept. 16-17 iba a ser una semana de descanso para los San Diego Chargers, por lo que el equipo todavía habría jugado 16 partidos esa temporada y cada uno de los otros equipos habría jugado sólo 15 juegos (los Chargers en última instancia, terminaron 5-11, por lo que cualquier ventaja competitiva para jugar un juego discutible adicional).

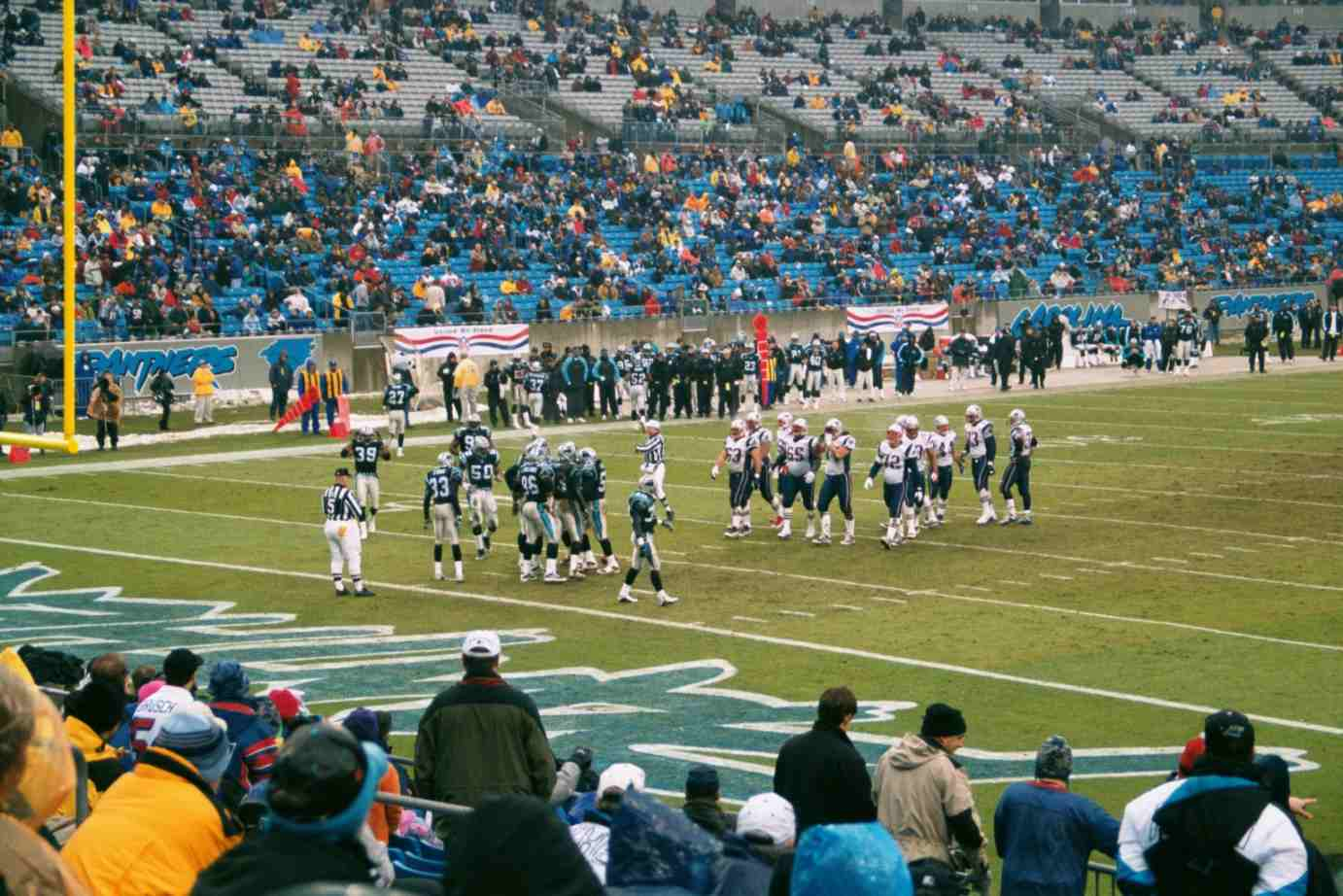
New England en Carolina en la semana 17, 6 de enero del 2002

Como resultado de la reprogramación de la Semana 2 como la Semana 17, los Pittsburgh Steelers terminaron por no jugar un partido en casa durante todo el mes de septiembre (su único partido en casa durante ese mes fue programado originalmente para el 16 de Sept.). El juego transmitido por ESPN Sunday Night Football para esa semana también fue cambiado. Fue originalmente programado para ser Cleveland en Pittsburgh, pero fue reemplazado con Philadelphia en Tampa Bay, que fue visto como un duelo más interesante (era el único juego de la noche de los Browns tuvieron en el calendario, mientras que los Steelers tuvieron unos a otros; por lo que 2000 y 2001 fueron las primeras temporadas de los Browns sin un juego horario estelar desde 1974 a 1976; los Browns finalmente jugaron en el Heinz Field en la noche en 2003). Irónicamente, los Eagles y los Buccaneers decidieron descansar a sus titulares esa noche, ya que se encontrarían una semana más tarde en los playoffs. En consecuencia, cuando la NBC comenzó a transmitir el Sunday Night Football en 2006, no habría juego inicialmente previsto para las semanas 11-17 - un juego inicialmente previsto para la tarde pasaría a situarse en el horario estelar, sin eliminar ningún equipo de un horario estelar. Esta forma de "horario flexible" no se utiliza en absoluto en 2007, y desde 2008, sólo se utiliza en la última semana.
Los juegos que componen la Semana 17 marcaron los últimos juegos de la temporada regular se define tradicionalmente como "juego de temporada de la NFL" (bajo el formato actual, la temporada regular no puede terminar más tardar el 3 de enero de cualquier año dado).
Otro de los cambio de programación se llevó a cabo en octubre, cuando el juego de los Dallas Cowboys-Oakland Raiders se trasladó del 21 al 7 de octubre para dar cabida a un posible juego de postemporada en casa Oakland Atletics de  el 21 (el inicio de la postemporada de las MLB también se retrasó por los ataques del 11 de septiembre debido a la reprogramación de una semana de juegos). La reprogramación terminó siendo innecesaria, ya que los Atletics no fueron más allá de la Ronda Divisional.
Además, esta fue la única temporada de la NFL donde cada camiseta tenía un parche para recordar a los que murieron en el 9/11, y los New York Jets y los New York Giants llevaban un parche para recordar los bomberos que murieron.
La temporada terminó con el Super Bowl XXXVI cuando los New England Patriots derrotaron a los St. Louis Rams.

## Primera ronda del draft
| Selecciones de primera ronda del Draft de la NFL 2001 | Selecciones de primera ronda del Draft de la NFL 2001 | Selecciones de primera ronda del Draft de la NFL 2001 | Selecciones de primera ronda del Draft de la NFL 2001 | Selecciones de primera ronda del Draft de la NFL 2001 | Selecciones de primera ronda del Draft de la NFL 2001 |
| ----------------------------------------------------- | ----------------------------------------------------- | ----------------------------------------------------- | ----------------------------------------------------- | ----------------------------------------------------- | ----------------------------------------------------- |
| Pick                                                  | Equipo                                                | Jugador                                               | Pos.                                                  | Universidad                                           |                                                       |
| 1                                                     | Atlanta Falcons                                       | Michael Vick                                          | QB                                                    | Virginia Tech                                         |                                                       |
| 2                                                     | Arizona Cardinals                                     | Leonard Davis                                         | G                                                     | Texas                                                 |                                                       |
| 3                                                     | Cleveland Browns                                      | Gerard Warren                                         | DT                                                    | Florida Gators                                        |                                                       |
| 4                                                     | Cincinnati Bengals                                    | Justin Smith                                          | DE                                                    | Missouri                                              |                                                       |
| 5                                                     | San Diego Chargers                                    | LaDainian Tomlinson                                   | RB                                                    | TCU                                                   |                                                       |
| 6                                                     | New England Patriots                                  | Richard Seymour                                       | DT                                                    | Georgia                                               |                                                       |
| 7                                                     | San Francisco 49ers                                   | Andre Carter                                          | DE                                                    | California                                            |                                                       |
| 8                                                     | Chicago Bears                                         | David Terrell                                         | WR                                                    | Michigan                                              |                                                       |
| 9                                                     | Seattle Seahawks                                      | Koren Robinson                                        | WR                                                    | NC State                                              |                                                       |
| 10                                                    | Green Bay Packers                                     | Jamal Reynolds                                        | DE                                                    | Florida State                                         |                                                       |
| 11                                                    | Carolina Panthers                                     | Dan Morgan                                            | LB                                                    | Miami                                                 |                                                       |
| 12                                                    | St. Louis Rams                                        | Damione Lewis                                         | DT                                                    | Miami                                                 |                                                       |
| 13                                                    | Jacksonville Jaguars                                  | Marcus Stroud                                         | DT                                                    | Georgia                                               |                                                       |
| 14                                                    | Tampa Bay Buccaneers                                  | Kenyatta Walker                                       | OT                                                    | Florida Gators                                        |                                                       |
| 15                                                    | Washington Redskins                                   | Rod Gardner                                           | WR                                                    | Clemson)                                              |                                                       |
| 16                                                    | New York Jets                                         | Santana Moss                                          | WR                                                    | Miami (FL)                                            |                                                       |

| Selecciones de primera ronda del Draft de la NFL 2001 | Selecciones de primera ronda del Draft de la NFL 2001 | Selecciones de primera ronda del Draft de la NFL 2001 | Selecciones de primera ronda del Draft de la NFL 2001 | Selecciones de primera ronda del Draft de la NFL 2001 | Selecciones de primera ronda del Draft de la NFL 2001 |
| ----------------------------------------------------- | ----------------------------------------------------- | ----------------------------------------------------- | ----------------------------------------------------- | ----------------------------------------------------- | ----------------------------------------------------- |
| Pick                                                  | Equipo                                                | Jugador                                               | Pos.                                                  | Universidad                                           |                                                       |
| 17                                                    | Seattle Seahawks                                      | Steve Hutchinson                                      | G                                                     | Michigan                                              |                                                       |
| 18                                                    | Detroit Lions                                         | Jeff Backus                                           | OT                                                    | Michigan                                              |                                                       |
| 19                                                    | Pittsburgh Steelers                                   | Casey Hampton                                         | DT                                                    | Texas                                                 |                                                       |
| 20                                                    | St. Louis Rams                                        | Adam Archuleta                                        | SS                                                    | Arizona State                                         |                                                       |
| 21                                                    | Buffalo Bills                                         | Nate Clements                                         | CB                                                    | Ohio State                                            |                                                       |
| 22                                                    | New York Giants                                       | Will Allen                                            | CB                                                    | Syracuse                                              |                                                       |
| 23                                                    | New Orleans Saints                                    | Deuce McAllister                                      | RB                                                    | Mississippi                                           |                                                       |
| 24                                                    | Denver Broncos                                        | Willie Middlebrooks                                   | CB                                                    | Minnesota                                             |                                                       |
| 25                                                    | Philadelphia Eagles                                   | Freddie Mitchell                                      | WR                                                    | UCLA                                                  |                                                       |
| 26                                                    | Miami Dolphins                                        | Jamar Fletcher                                        | CB                                                    | Wisconsin                                             |                                                       |
| 27                                                    | Minnesota Vikings                                     | Michael Bennett                                       | RB                                                    | Wisconsin                                             |                                                       |
| 28                                                    | Oakland Raiders                                       | Derrick Gibson                                        | SS                                                    | Florida State                                         |                                                       |
| 29                                                    | St. Louis Rams                                        | Ryan Pickett                                          | DT                                                    | Ohio State                                            |                                                       |
| 30                                                    | Indianapolis Colts                                    | Reggie Wayne                                          | WR                                                    | Miami (FL)                                            |                                                       |
| 31                                                    | Baltimore Ravens                                      | Todd Heap                                             | TE                                                    | Arizona State                                         |                                                       |

## Temporada regular
V = Victorias, D = Derrotas, E = Empates, CTE = Cociente de victorias [V+(E/2)]/(V+D+E), PF= Puntos a favor, PC = Puntos en contra
| Clasificado para los playoffs |

| AFC Este                | AFC Este | AFC Este | AFC Este | AFC Este | AFC Este | AFC Este | AFC Este | AFC Este | AFC Este |
| Equipo                  | V        | D        | E        | CTE      | DIV      | CONF     | PF       | PC       |          |
| ----------------------- | -------- | -------- | -------- | -------- | -------- | -------- | -------- | -------- | -------- |
| New England Patriots(2) | 11       | 5        | 0        | .688     | 6-2      | 8-4      | 371      | 272      |          |
| Miami Dolphins(4)       | 11       | 5        | 0        | .688     | 5-3      | 9-3      | 344      | 290      |          |
| New York Jets(6)        | 10       | 6        | 0        | .625     | 5-3      | 8-4      | 308      | 295      |          |
| Indianapolis Colts      | 6        | 10       | 0        | .375     | 3-5      | 5-7      | 413      | 486      |          |
| Buffalo Bills           | 3        | 13       | 0        | .188     | 1-7      | 2-10     | 265      | 420      |          |

| AFC Central            | AFC Central | AFC Central | AFC Central | AFC Central | AFC Central | AFC Central | AFC Central | AFC Central | AFC Central |
| Equipo                 | G           | P           | E           | CTE         | DIV         | CONF        | PF          | PC          |             |
| ---------------------- | ----------- | ----------- | ----------- | ----------- | ----------- | ----------- | ----------- | ----------- | ----------- |
| Pittsburgh Steelers(1) | 13          | 3           | 0           | .813        | 7-3         | 10-3        | 352         | 212         |             |
| Baltimore Ravens(5)    | 10          | 6           | 0           | .625        | 6-4         | 8-4         | 303         | 265         |             |
| Cleveland Browns       | 7           | 9           | 0           | .438        | 5-5         | 6-7         | 285         | 319         |             |
| Tennessee Titans       | 7           | 9           | 0           | .438        | 3-7         | 4-8         | 336         | 388         |             |
| Jacksonville Jaguars   | 6           | 10          | 0           | .375        | 5-5         | 5-8         | 294         | 286         |             |
| Cincinnati Bengals     | 6           | 10          | 0           | .375        | 4-6         | 5-8         | 226         | 309         |             |

| AFC Oeste          | AFC Oeste | AFC Oeste | AFC Oeste | AFC Oeste | AFC Oeste | AFC Oeste | AFC Oeste | AFC Oeste | AFC Oeste |
| Equipo             | V         | D         | E         | CTE       | DIV       | CONF      | PF        | PC        |           |
| ------------------ | --------- | --------- | --------- | --------- | --------- | --------- | --------- | --------- | --------- |
| Oakland Raiders(3) | 10        | 6         | 0         | .625      | 6-2       | 7-5       | 399       | 327       |           |
| Seattle Seahawks   | 9         | 7         | 0         | .563      | 5-3       | 8-4       | 301       | 324       |           |
| Denver Broncos     | 8         | 8         | 0         | .500      | 4-4       | 5-7       | 340       | 339       |           |
| Kansas City Chiefs | 6         | 10        | 0         | .375      | 4-4       | 5-7       | 320       | 344       |           |
| San Diego Chargers | 5         | 11        | 0         | .313      | 1-7       | 3-9       | 332       | 321       |           |

| NFC Este               | NFC Este | NFC Este | NFC Este | NFC Este | NFC Este | NFC Este | NFC Este | NFC Este | NFC Este |
| Equipo                 | V        | D        | E        | CTE      | DIV      | CONF     | PF       | PC       |          |
| ---------------------- | -------- | -------- | -------- | -------- | -------- | -------- | -------- | -------- | -------- |
| Philadelphia Eagles(3) | 11       | 5        | 0        | .688     | 6-2      | 8-4      | 343      | 208      |          |
| Washington Redskins    | 8        | 8        | 0        | .500     | 4-4      | 6-6      | 256      | 303      |          |
| New York Giants        | 7        | 9        | 0        | .438     | 4-4      | 5-7      | 294      | 321      |          |
| Arizona Cardinals      | 7        | 9        | 0        | .438     | 2-6      | 4-8      | 295      | 343      |          |
| Dallas Cowboys         | 5        | 11       | 0        | .313     | 4-4      | 5-7      | 246      | 338      |          |

| NFC Central             | NFC Central | NFC Central | NFC Central | NFC Central | NFC Central | NFC Central | NFC Central | NFC Central | NFC Central |
| Equipo                  | V           | D           | E           | CTE         | DIV         | CONF        | PF          | PC          |             |
| ----------------------- | ----------- | ----------- | ----------- | ----------- | ----------- | ----------- | ----------- | ----------- | ----------- |
| Chicago Bears(2)        | 13          | 3           | 0           | .813        | 6-2         | 10-2        | 338         | 203         |             |
| Green Bay Packers(4)    | 12          | 4           | 0           | .750        | 6-2         | 9-3         | 390         | 266         |             |
| Tampa Bay Buccaneers(6) | 9           | 7           | 0           | .563        | 4-4         | 7-5         | 324         | 280         |             |
| Minnesota Vikings       | 5           | 11          | 0           | .313        | 3-5         | 4-8         | 290         | 390         |             |
| Detroit Lions           | 2           | 14          | 0           | .125        | 1-7         | 2-10        | 270         | 424         |             |

| NFC Oeste              | NFC Oeste | NFC Oeste | NFC Oeste | NFC Oeste | NFC Oeste | NFC Oeste | NFC Oeste | NFC Oeste | NFC Oeste |
| Equipo                 | V         | D         | E         | CTE       | DIV       | CONF      | PF        | PC        |           |
| ---------------------- | --------- | --------- | --------- | --------- | --------- | --------- | --------- | --------- | --------- |
| St. Louis Rams(1)      | 14        | 2         | 0         | .875      | 7-1       | 10-2      | 503       | 273       |           |
| San Francisco 49ers(5) | 12        | 4         | 0         | .750      | 6-2       | 8-4       | 409       | 282       |           |
| New Orleans Saints     | 7         | 9         | 0         | .438      | 4-4       | 5-7       | 333       | 409       |           |
| Atlanta Falcons        | 7         | 9         | 0         | .438      | 3-5       | 6-6       | 291       | 377       |           |
| Carolina Panthers      | 1         | 15        | 0         | .063      | 0-8       | 1-11      | 253       | 410       |           |

## Postemporada
|  | Ronda Wild Card                       | Ronda Wild Card                       | Ronda Wild Card                       |    |              | Ronda divisional            | Ronda divisional                | Ronda divisional            |                                   |                                   | Finales de conferencia            | Finales de conferencia | Finales de conferencia |  |  | Super Bowl | Super Bowl | Super Bowl |
|  |                                       |                                       |                                       |    |              |                             |                                 |                             |                                   |                                   |                                   |                        |                        |  |  |            |            |            |
|  | 12 de enero – Veterans Stadium        | 12 de enero – Veterans Stadium        | 12 de enero – Veterans Stadium        |    |              | 19 de enero – Soldier Field | 19 de enero – Soldier Field     | 19 de enero – Soldier Field |                                   |                                   |                                   |                        |                        |  |  |            |            |            |
|  | 12 de enero – Veterans Stadium        | 12 de enero – Veterans Stadium        | 12 de enero – Veterans Stadium        |    |              | 19 de enero – Soldier Field | 19 de enero – Soldier Field     | 19 de enero – Soldier Field |                                   |                                   |                                   |                        |                        |  |  |            |            |            |
|  | 12 de enero – Veterans Stadium        | 12 de enero – Veterans Stadium        | 12 de enero – Veterans Stadium        |    |              | 19 de enero – Soldier Field | 19 de enero – Soldier Field     | 19 de enero – Soldier Field |                                   |                                   |                                   |                        |                        |  |  |            |            |            |
|  | 12 de enero – Veterans Stadium        | 12 de enero – Veterans Stadium        | 12 de enero – Veterans Stadium        |    |              | 19 de enero – Soldier Field | 19 de enero – Soldier Field     | 19 de enero – Soldier Field |                                   |                                   |                                   |                        |                        |  |  |            |            |            |
|  | #6                                    | Tampa Bay                             | 9                                     |    |              | 19 de enero – Soldier Field | 19 de enero – Soldier Field     | 19 de enero – Soldier Field |                                   |                                   |                                   |                        |                        |  |  |            |            |            |
|  | #6                                    | Tampa Bay                             | 9                                     | #3 | Philadelphia | 33                          |                                 |                             |                                   |                                   |                                   |                        |                        |  |  |            |            |            |
|  | #3                                    | Philadelphia                          | 31                                    | #3 | Philadelphia | 33                          |                                 |                             | 19 de enero - Edward Jones Dome   | 19 de enero - Edward Jones Dome   | 19 de enero - Edward Jones Dome   |                        |                        |  |  |            |            |            |
|  | #3                                    | Philadelphia                          | 31                                    | #2 | Chicago      | 19                          |                                 |                             | 19 de enero - Edward Jones Dome   | 19 de enero - Edward Jones Dome   | 19 de enero - Edward Jones Dome   |                        |                        |  |  |            |            |            |
|  |                                       |                                       |                                       | #2 | Chicago      | 19                          |                                 |                             | 19 de enero - Edward Jones Dome   | 19 de enero - Edward Jones Dome   | 19 de enero - Edward Jones Dome   |                        |                        |  |  |            |            |            |
|  |                                       |                                       |                                       |    |              |                             |                                 |                             | 19 de enero - Edward Jones Dome   | 19 de enero - Edward Jones Dome   | 19 de enero - Edward Jones Dome   |                        |                        |  |  |            |            |            |
|  | 13 de enero – Lambeau Field           | 13 de enero – Lambeau Field           | 13 de enero – Lambeau Field           | #3 | Philadelphia | 24                          |                                 |                             |                                   |                                   |                                   |                        |                        |  |  |            |            |            |
|  | 13 de enero – Lambeau Field           | 13 de enero – Lambeau Field           | 13 de enero – Lambeau Field           | #3 | Philadelphia | 24                          | 20 de enero – Edward Jones Dome |                             |                                   |                                   |                                   |                        |                        |  |  |            |            |            |
|  | 13 de enero – Lambeau Field           | 13 de enero – Lambeau Field           | 13 de enero – Lambeau Field           |    | #1           | St. Louis                   | 29                              |                             |                                   |                                   |                                   |                        |                        |  |  |            |            |            |
|  | 13 de enero – Lambeau Field           | 13 de enero – Lambeau Field           | 13 de enero – Lambeau Field           |    | #1           | St. Louis                   | 29                              |                             |                                   |                                   |                                   |                        |                        |  |  |            |            |            |
|  | #5                                    | San Francisco                         | 15                                    |    |              |                             |                                 |                             |                                   |                                   |                                   |                        |                        |  |  |            |            |            |
|  | #5                                    | San Francisco                         | 15                                    | #4 | Green Bay    | 17                          |                                 |                             |                                   |                                   |                                   |                        |                        |  |  |            |            |            |
|  | #4                                    | Green Bay                             | 25                                    | #4 | Green Bay    | 17                          |                                 |                             | 26 de enero – Louisiana Superdome | 26 de enero – Louisiana Superdome | 26 de enero – Louisiana Superdome |                        |                        |  |  |            |            |            |
|  | #4                                    | Green Bay                             | 25                                    | #1 | St. Louis    | 45                          |                                 |                             | 26 de enero – Louisiana Superdome | 26 de enero – Louisiana Superdome | 26 de enero – Louisiana Superdome |                        |                        |  |  |            |            |            |
|  |                                       |                                       |                                       | #1 | St. Louis    | 45                          |                                 |                             |                                   | 26 de enero – Louisiana Superdome | 26 de enero – Louisiana Superdome |                        |                        |  |  |            |            |            |
|  |                                       |                                       |                                       |    |              |                             |                                 |                             |                                   | 26 de enero – Louisiana Superdome | 26 de enero – Louisiana Superdome |                        |                        |  |  |            |            |            |
|  | 12 de enero – Network Assoc. Coliseum | 12 de enero – Network Assoc. Coliseum | 12 de enero – Network Assoc. Coliseum | N1 | St. Louis    | 17                          |                                 |                             |                                   |                                   |                                   |                        |                        |  |  |            |            |            |
|  | 12 de enero – Network Assoc. Coliseum | 12 de enero – Network Assoc. Coliseum | 12 de enero – Network Assoc. Coliseum | N1 | St. Louis    | 17                          | 19 de enero – Foxboro Stadium   |                             |                                   |                                   |                                   |                        |                        |  |  |            |            |            |
|  | 12 de enero – Network Assoc. Coliseum | 12 de enero – Network Assoc. Coliseum | 12 de enero – Network Assoc. Coliseum |    | A2           | New England                 | 20                              |                             |                                   |                                   |                                   |                        |                        |  |  |            |            |            |
|  | 12 de enero – Network Assoc. Coliseum | 12 de enero – Network Assoc. Coliseum | 12 de enero – Network Assoc. Coliseum |    | A2           | New England                 | 20                              |                             |                                   |                                   |                                   |                        |                        |  |  |            |            |            |
|  | #6                                    | N.Y. Jets                             | 24                                    |    |              |                             |                                 |                             |                                   |                                   |                                   |                        |                        |  |  |            |            |            |
|  | #6                                    | N.Y. Jets                             | 24                                    | #3 | Oakland      | 13                          |                                 |                             |                                   |                                   |                                   |                        |                        |  |  |            |            |            |
|  | #3                                    | Oakland                               | 38                                    | #3 | Oakland      | 13                          |                                 |                             | 19 de enero - Heinz Field         | 19 de enero - Heinz Field         | 19 de enero - Heinz Field         |                        |                        |  |  |            |            |            |
|  | #3                                    | Oakland                               | 38                                    | #2 | New England  | 16*                         |                                 |                             | 19 de enero - Heinz Field         | 19 de enero - Heinz Field         | 19 de enero - Heinz Field         |                        |                        |  |  |            |            |            |
|  |                                       |                                       |                                       | #2 | New England  | 16*                         |                                 |                             | 19 de enero - Heinz Field         | 19 de enero - Heinz Field         | 19 de enero - Heinz Field         |                        |                        |  |  |            |            |            |
|  |                                       |                                       |                                       |    |              |                             |                                 |                             | 19 de enero - Heinz Field         | 19 de enero - Heinz Field         | 19 de enero - Heinz Field         |                        |                        |  |  |            |            |            |
|  | 4 de enero – Estadio Sun Life         | 4 de enero – Estadio Sun Life         | 4 de enero – Estadio Sun Life         | #2 | New England  | 24                          |                                 |                             |                                   |                                   |                                   |                        |                        |  |  |            |            |            |
|  | 4 de enero – Estadio Sun Life         | 4 de enero – Estadio Sun Life         | 4 de enero – Estadio Sun Life         | #2 | New England  | 24                          | 20 de enero – Heinz Field       |                             |                                   |                                   |                                   |                        |                        |  |  |            |            |            |
|  | 4 de enero – Estadio Sun Life         | 4 de enero – Estadio Sun Life         | 4 de enero – Estadio Sun Life         |    | #1           | Pittsburgh                  | 17                              |                             |                                   |                                   |                                   |                        |                        |  |  |            |            |            |
|  | 4 de enero – Estadio Sun Life         | 4 de enero – Estadio Sun Life         | 4 de enero – Estadio Sun Life         |    | #1           | Pittsburgh                  | 17                              |                             |                                   |                                   |                                   |                        |                        |  |  |            |            |            |
|  | #5                                    | Baltimore                             | 20                                    |    |              |                             |                                 |                             |                                   |                                   |                                   |                        |                        |  |  |            |            |            |
|  | #5                                    | Baltimore                             | 20                                    | #5 | Baltimore    | 10                          |                                 |                             |                                   |                                   |                                   |                        |                        |  |  |            |            |            |
|  | #4                                    | Miami                                 | 3                                     | #5 | Baltimore    | 10                          |                                 |                             |                                   |                                   |                                   |                        |                        |  |  |            |            |            |
|  | #4                                    | Miami                                 | 3                                     | #1 | Pittsburgh   | 27                          |                                 |                             |                                   |                                   |                                   |                        |                        |  |  |            |            |            |
|  |                                       |                                       |                                       | #1 | Pittsburgh   | 27                          |                                 |                             |                                   |                                   |                                   |                        |                        |  |  |            |            |            |

- Local en cada partido: El local en cada partido es el equipo mejor clasificado, el equipo de abajo en el cuadro, excepto en el Super Bowl que es un estadio neutral.

## Premios anuales
Al final de temporada se entregan diferentes premios reconociendo el valor del jugador durante la temporada entera.
| Premio                     | Ganador         | Posición      | Equipo               |
| -------------------------- | --------------- | ------------- | -------------------- |
| Jugador más valioso        | Kurt Warner     | Quarterback   | St. Louis Rams       |
| Jugador ofensivo del año   | Marshall Faulk  | Running back  | St. Louis Rams       |
| Jugador defensivo del año  | Michael Strahan | Defensive end | New York Giants      |
| Entrenador del año         | Dick Jauron     | Head Coach    | Chicago Bears        |
| Novato ofensivo del año    | Anthony Thomas  | Running back  | Chicago Bears        |
| Novato defensivo del año   | Kendrell Bell   | Linebacker    | Pittsburgh Steelers  |
| Regreso del año            | Garrison Hearst | Running back  | San Francisco 49ers  |
| Hombre del Año             | Jerome Bettis   | Running back  | Pittsburgh Steelers  |
| Jugador más valioso del SB | Tom Brady       | Quarterback   | New England Patriots |